# Bubble Puppy
Bubble Puppy, amerikanskt rockband bildat 1966 i San Antonio, Texas. Gruppen hade gått under olika namn från 1967 tills 1968 då man bytte till Bubble Puppy och flyttade till Austin, Texas. Medlemmar var Rod Prince (sång), Todd Potter (gitarr), Roy Cox (basgitarr) och David Fore (trummor).
Gruppen spelade acid rock. De fick en hit 1969 med låten "Hot Smoke & Sassafras". Har man hört den låten har man fått ett utmärkt smakprov på gruppens sound, det andra materialet de gjorde är i samma stil.

## Medlemmar
Originalmedlemmar
- Rod Prince – sologitarr, sång
- Roy Cox – basgitarr, sång (död 2013)
- Todd Potter – sologitarr, sång
- David Fore – trummor, sång

Nuvarande medlemmar
- Rod Prince – gitarr, sång
- David Fore – trummor
- Mark Miller – gitarr, sång
- Jimi Umstattd – basgitarr, sång
- Gregg Stegall – gitarr, sång

## Diskografi
Studioalbum
- A Gathering of Promises (1969)

Livealbum
- Wheels Go Round (1987)

Samlingsalbum
- Hot Smoke (2000)

Singlar
- "Hot Smoke & Sassafras" (#14 på Billboard Hot 100) (1968)
- "Beginning" (1969)
- "Days of Our Time" (1969)
- "What Do You See" (1970)